# Philip Tagg
Philip Tagg (Oundle, 22 febbraio 1944 – 9 maggio 2024) è stato un musicologo britannico.

## Biografia
Dapprima insegnante dal 1966 di inglese presso scuole superiori svedesi, divenne docente di Armonia, Improvvisazione, Storia della Musica e Teoria musicale presso l'Università di Göteborg, dove inoltre assunse la cattedra di Musicologia, tenuta fino al 1985. Fu ricercatore di Musicologia presso il Consiglio Svedese delle Ricerche nelle Scienze umane e Sociali dal 1985 al 1991. Infine fu Lettore in Musica all'Università di Liverpool dal 1993 al 2002, e professore di Musicologia all'Università di Montréal dal 2002 al 2009. Creò il suo sito web personale già nel 1995.

## Pubblicazioni
- 1984. Musica popolare, innovazione, tecnologia. Musica/Realtà, 13: 89-98.
- 1987. Musicologia, semiotica, "popular music". Il senso in musica, a cura di Luca Marconi e Gino Stefani. Bologna: CLUEB: 139-150.
- 1988. Leggere i suoni. Saggio sul paesaggio sonore e la musica, la conoscenza, la società. Musica/Realtà, 25: 145-160.
- 1989. Lettera aperta sulla "musica nera", "afro-americana" ed "europea". Musica/Realtà, 29: 53-80.
- 1990. Un approccio antropologico per gli stereotipi presenti nella musica della TV. Musica/Realtà, 33: 85-116.
- 1993. "‘Universal’ music and the case of death". In Critical Quarterly, 1993.
- 1994. Popular Music. Da Kojak al Rave, a cura di Luca Marconi e Roberto Agostini. Bologna: CLUEB. ISBN 8880910442.
- 1995. Dal ritornello al "rave": tramonta la figura, emerge lo sfondo. Annali del Istituto Gramsci Emilia-Romagna, 2/1994, a cura di Elisabeta Collini e Simona Granelli, Simona (ed).Bologna: Istituto Gramsci Emilia-Romagna: 158-175.
- 1998. "The Göteborg connection: Lessons in the history and politics of popular music education and research". In Popular Music, 17/2: 219–242.
- 2000a. Kojak – 50 Seconds of TV Music – Towards the analysis of affect in popular music (2nd edition of PhD thesis from 1979). New York & Montréal: MMMSP, 424 pp. ISBN 978-0-9701684-9-8.
- 2000b. Fernando the flute: analysis of the music in an Abba mega-hit. New York & Montréal: MMMSP, 144 PP. ISBN 0-9701684-1-1.
- 2003. (with Bob Clarida) Ten Little Title Tunes: Towards a musicology of the mass media. New York & Montréal: MMMSP, xvi+898 pp. ISBN 0-9701684-2-X.
- 2005a. Interconversione gestuale e precisione connotativa. Musica/Realtà, 76: 89-120.
- 2005b. Significati musicali, classici e popular. Il caso "angoscia". Enciclopedia della musica V: L'unità della musica, a cura di Jean-Jacques Nattiez. Torino: Einaudi: 1037-1064. ISBN 8806159429.
- 2009. Everyday Tonality. New York & Montréal: MMMSP. iv + 334 pp. ISBN 9780970168443; vedi 2011.
- 2011. La tonalità di tutti i giorni: armonia, modalità, tonalità nella popular music: un manuale, a cura di Franco Fabbri, traduzione di Jacopo Conti. Milano: Il Saggiatore. 432 pp. ISBN 9788842816690.
- 2013. Music's Meanings: a modern musicology for non-musos. New York & Huddersfield: MMMSP, 710 pp. ISBN 978-0-9701684-5-0 (e-book); ISBN 978-0-9701684-8-1 (hard copy).
- 2013b. Troubles with Tonal Terminology. 32 pp. (under ongoing revision)
- 2014. Everyday Tonality II: towards a tonal theory of what most people hear (2nd edition). New York & Huddersfield.